# Zhao Tuo
Zhao Tuo (en chino, 趙佗; pinyin, Zhào Tuó; Wade-Giles, Chao4 T‘o2; jyutping, Ziu6 To4) o en vietnamita: Triệu Đà fue un  general chino de la dinastía Qin y primer emperador de Nanyue. Participó en la conquista de los pueblos baiyue de Guangdong, Guangxi y Vietnam del Norte. Tras la caída de los Qin, estableció el reino independiente de Nanyue con capital en Panyu (actual Cantón) en 204 a. C. Algunos estudiosos de la historia de Vietnam tradicional lo consideraron emperador de Vietnam y fundador de la dinastía Triệu, otros historiadores rebatieron que fuera un invasor extranjero.

## Vida

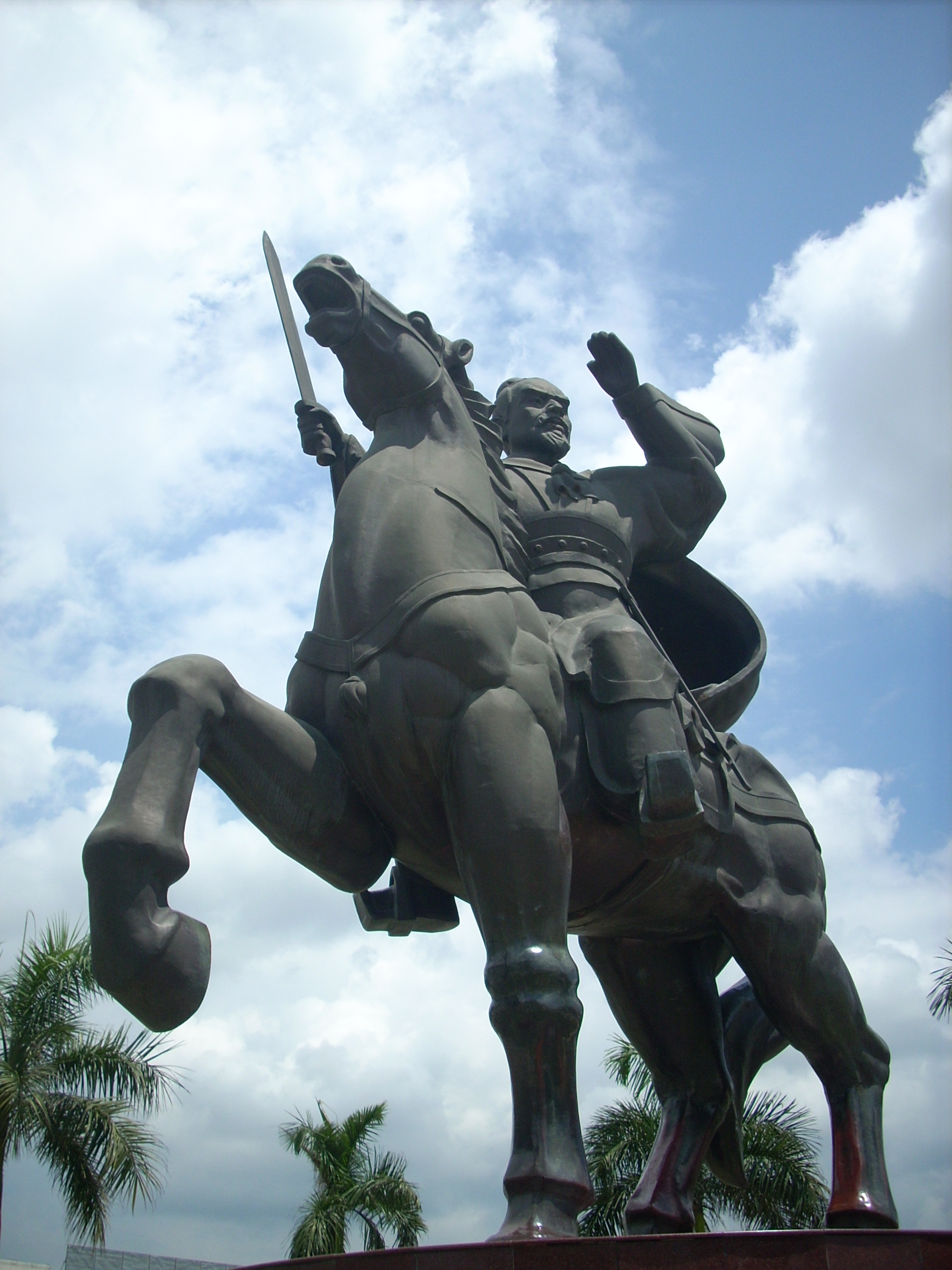
Estatua de Zhao frente a la estación de ferrocarril de Heyuan.

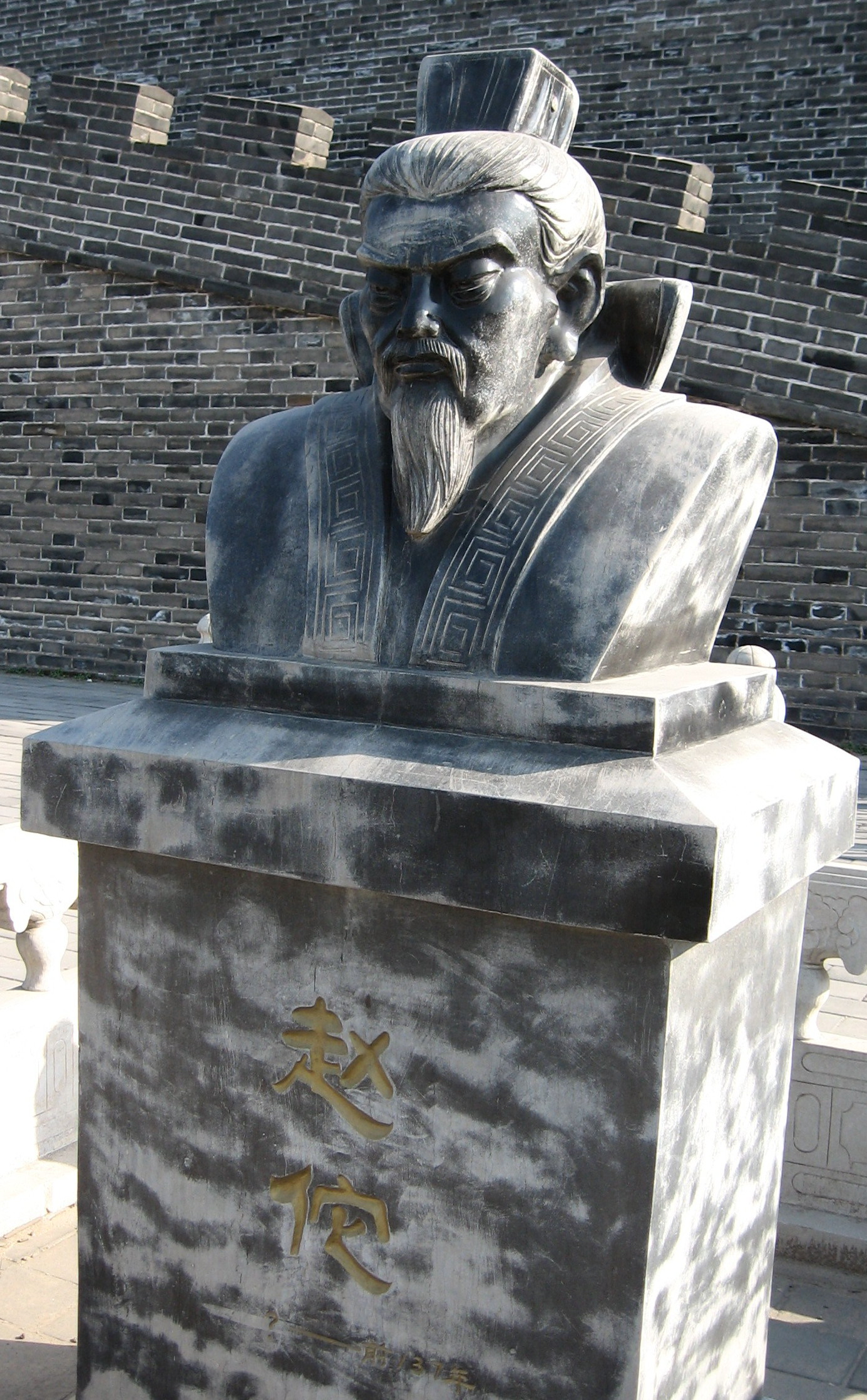
Estatua de Zhao Tuo en Hebei, (China).

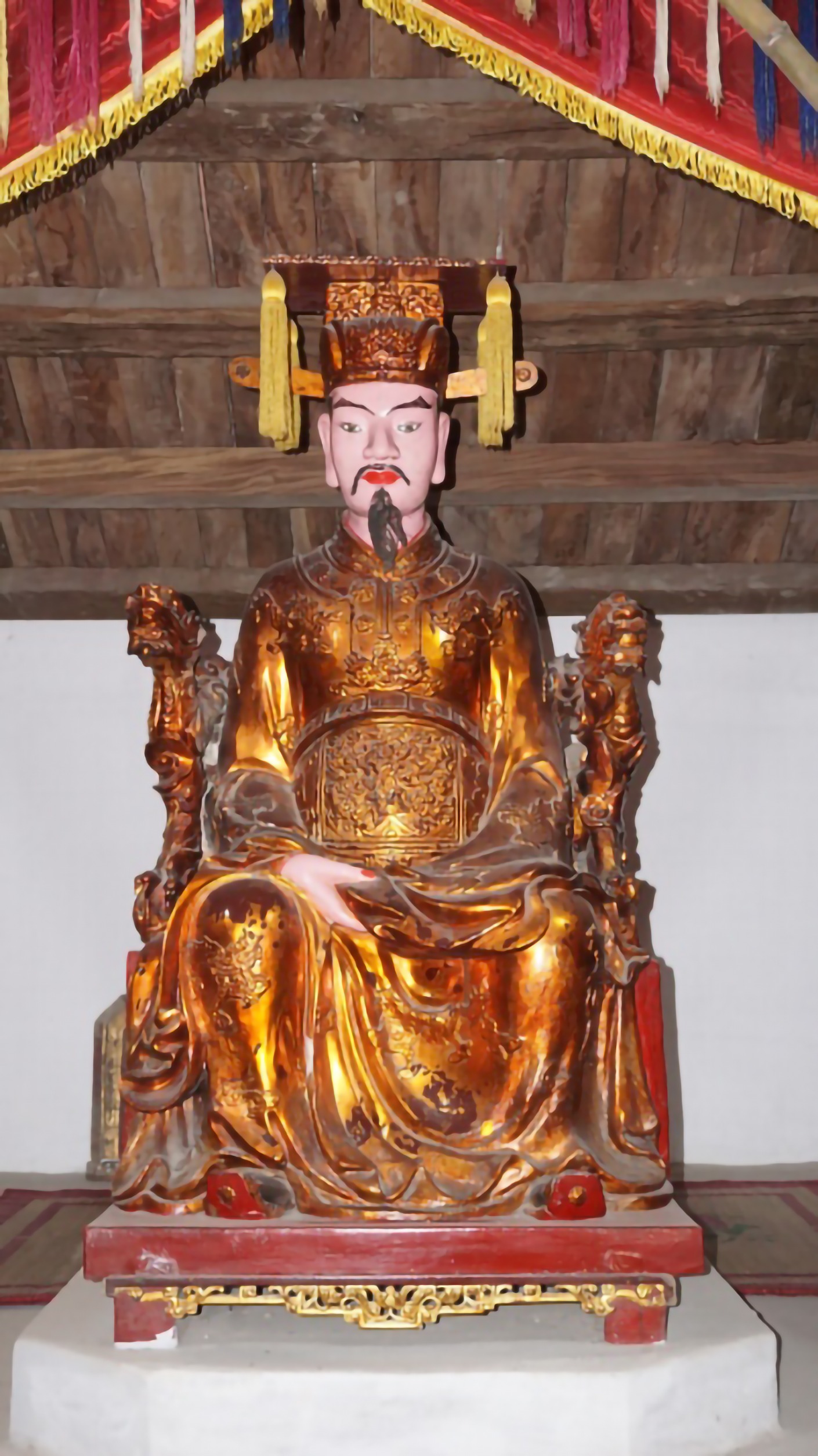
Estatua Triệu Đà en đình Xuân Quan, Hưng Yên, (Vietnam).

### Nanyue
Zhao Tuo nació alrededor del 240 a. C. en Zhengding, en el Estado de Zhao (en la moderna Hebei). Cuando el estado de Zhao fue derrotado y anexionado por el Estado Qin en 222 a. C., Zhao Tuo se unió a los Qin, sirviendo como uno de sus generales en la conquista de los Baiyue. El territorio de los yues conquistados se dividió en las tres provincias de Guilin, Nanhai y Xiang. Zhao ejerció como magistrado en la provincia de Nanhai hasta que su comandante militar, Ren Xiao, cayó enfermo. Antes de morir, Ren aconsejó a Zhao que no se involucrara en los asuntos de la decadente Qin, y en su lugar estableciera su propio reino independiente centrado alrededor de la geográficamente remota y aislada ciudad de Panyu (la actual Cantón). Ren dio a Zhao plena autoridad para actuar como comandante militar de Nanhai y murió poco después. Zhao cerró inmediatamente las rutas de Hengpu, Yangshan y Huangqi. Utilizando una u otra excusa, eliminó a los funcionarios Qin y los sustituyó por sus propios cargos. Cuando los Qin cayeron en el 206 a. C., Zhao había conquistado las provincias de Guilin y Xiang. Se autoproclamó rey Wu de Nanyue (Yue del Sur). El emperador dinastía Han Liu Bang envió a Lu Jia a reconocer a Zhao Tuo como rey de Nanyue. Lu Jia entregó a Zhao un sello que lo legitimaba como rey de Nanyue a cambio de su sumisión nominal a los Han.

### Conflicto con los Han
En junio o julio de 196 a. C.,
En 185 a. C., los funcionarios de la emperatriz Lü prohibieron el comercio de hierro y caballos con Nanyue. Zhao Tuo tomó represalias proclamándose emperador Wu de Nanyue y atacando el reino vecino de Changsha, tomando algunas ciudades fronterizas. En 181 a. C., Zhou Zao fue enviado por la emperatriz Lü para atacar Nanyue, pero el calor y la humedad provocaron que muchos de sus oficiales y hombres enfermaran, y no consiguió cruzar las montañas y adentrarse en territorio enemigo. Zhao comenzó a amenazar a los reinos vecinos de Minyue, Âu Việt, y Lạc Việt. Tras conseguir su sumisión, comenzó a promulgar edictos de forma similar a la del emperador Han.

### Conquista de Âu Lạc
Después de haber movilizado a sus ejércitos para la guerra con la dinastía Han, Zhao Tuo encontró la conquista de Âu Lạc tanto «tentadora como factible».
Los detalles de la campaña no están auténticamente registrados. Los primeros reveses de Zhao Tuo y su eventual victoria contra el rey An Dương se mencionan en Registros de los territorios exteriores de la provincia de Jiao (交州外域記) y en Registros [sobre la Era] de la Jin Taikang (晉太康記). Las Memorias históricas Las Memorias históricas no mencionaban ni al rey An Dương ni la conquista militar de Âu Lạc por parte de Zhao Tuo; solo que tras la muerte de la emperatriz Lü (180 a. C.), Zhao Tuo utilizó sus propias tropas para amenazar y se valió de su riqueza para sobornar a los Minyue, los Âu Việt y los Lạc Việt (Âu Lạc) para que se sometieran.  La campaña contra los Âu Lạc inspiró una leyenda cuyo tema es la transferencia de la ballesta accionada por garras de tortuga del rey An Dương a Zhao Tuo. Según esta leyenda, la propiedad de la ballesta confería el poder político. Como se describe en un relato, se cita a Cao Lỗ diciendo: «El que es capaz de sostener esta ballesta gobierna el reino; el que no es capaz de sostener esta ballesta perecerá».
Sin éxito en el campo de batalla contra la ballesta sobrenatural, Zhao Tuo pidió una tregua y envió a su hijo Zhao Zhongshi, a someterse al rey An Dương para servirle. Allí, él y la hija del rey An Dương, Mỵ Châu, se enamoraron y se casaron. Un vestigio de la organización matrilocal exigía que el marido viniera a vivir a la residencia de la familia de su esposa. Como resultado, residieron en la corte de An Dương hasta que Zhao Zhongshi logró poner sus manos sobre la ballesta mágica que era la fuente del poder del rey An Dương. Mientras tanto, el Rey An Dương trató a Cao Lỗ irrespetuosamente, y lo abandonó.
Zhong Shi hizo que Mỵ Châu le mostrara la ballesta sagrada de su padre, momento en el que cambió en secreto su gatillo, neutralizando así sus poderes especiales. Robó la garra de la tortuga, inutilizando la ballesta, y regresó con su padre, quien a continuación lanzó un nuevo ataque contra Âu Lạc y esta vez derrotó al rey An Dương. La historia recoge que, en su derrota, el rey saltó al océano para suicidarse. Según algunas versiones, la tortuga le contó la traición de su hija y mató a su propia hija antes de suicidarse. Una leyenda, sin embargo, revela que una tortuga dorada emergió del agua y le guio hacia el reino acuático.
Posteriormente, Zhao Tuo incorporó las regiones a su dominio Nanyue, pero dejó a los jefes indígenas el control de la población con la corte real en Cổ Loa. Por primera vez, la región formaba parte de un sistema político dirigido por un gobernante chino. Destinó dos legados para supervisar a los señores Âu Lạc, uno en el Delta del río Rojo, que recibió el nombre de Jiaozhi, y otro en el Mã y Río Cả, que recibió el nombre de Jiuzhen. Algunos registros sugieren que también invistió a un rey en Cổ Loa que continuó presidiendo a los señores Âu Lạc. Los legados establecieron puestos comerciales avanzados accesibles por mar.

### Muerte
Zhao Tuo murió en 137 a. C. a la edad de 103 años, y fue sucedido por su nieto, Zhao Mo.